# (1605) Milankovitch
(1605) Milankovitch es un asteroide perteneciente al cinturón de asteroides descubierto por Petar Đurković el 13 de abril de 1936 desde el Real Observatorio de Bélgica, Uccle.

## Designación y nombre
Milankovitch fue designado inicialmente como 1936 GA.
Más tarde, se nombró así en honor del astrónomo yugoslavo Milutin Milanković (1879-1958).

## Características orbitales
Milankovitch orbita a una distancia media de 3,011 ua del Sol, pudiendo alejarse hasta 3,247 ua. Tiene una inclinación orbital de 10,56° y una excentricidad de 0,07831. Emplea 1909 días en completar una órbita alrededor del Sol.